# (14396) 1990 UX4
A (14396) 1990 UX4 a Naprendszer kisbolygóövében található aszteroida. Eric Walter Elst fedezte fel 1990. október 16-án.

## Kapcsolódó szócikk
- Kisbolygók listája (14001–14500)